# ساغرادا إسبيرانسا
ساغرادا إسبيرانسا هو نادي كرة قدم يقع في مدينة دوندو ويلعب في دوري أنغولا الممتاز، فاز الفريق بلقب الدوري مرتين في تاريخه 2005 و2021.